# Lista di asteroidi (268001-269000)
Di seguito una lista di asteroidi dal numero 268001 al 269000 con data di scoperta e scopritore.

## 268001-268100
| Nome                  | Designazione provvisoria | Data di scoperta  | Scopritore           |
| --------------------- | ------------------------ | ----------------- | -------------------- |
| 268001 -              | 2004 JQ14                | 9 maggio 2004     | Spacewatch           |
| 268002 -              | 2004 JY15                | 10 maggio 2004    | NEAT                 |
| 268003 -              | 2004 JQ23                | 13 maggio 2004    | NEAT                 |
| 268004 -              | 2004 JH24                | 15 maggio 2004    | LINEAR               |
| 268005 -              | 2004 JT28                | 13 maggio 2004    | LONEOS               |
| 268006 -              | 2004 JU29                | 15 maggio 2004    | LINEAR               |
| 268007 -              | 2004 JJ41                | 15 maggio 2004    | LINEAR               |
| 268008 -              | 2004 JK41                | 15 maggio 2004    | LINEAR               |
| 268009 -              | 2004 JV48                | 13 maggio 2004    | LONEOS               |
| 268010 -              | 2004 KH4                 | 16 maggio 2004    | Siding Spring Survey |
| 268011 -              | 2004 KX5                 | 17 maggio 2004    | LINEAR               |
| 268012 -              | 2004 LL                  | 6 giugno 2004     | NEAT                 |
| 268013 -              | 2004 MF7                 | 24 giugno 2004    | CINEOS               |
| 268014 -              | 2004 NR                  | 6 luglio 2004     | CINEOS               |
| 268015 -              | 2004 NR7                 | 14 luglio 2004    | LINEAR               |
| 268016 -              | 2004 NC8                 | 11 luglio 2004    | LINEAR               |
| 268017 -              | 2004 NO10                | 9 luglio 2004     | LINEAR               |
| 268018 -              | 2004 NU12                | 11 luglio 2004    | LINEAR               |
| 268019 -              | 2004 NC15                | 11 luglio 2004    | LINEAR               |
| 268020 -              | 2004 NV21                | 15 luglio 2004    | LINEAR               |
| 268021 -              | 2004 NU24                | 15 luglio 2004    | LINEAR               |
| 268022 -              | 2004 NL26                | 11 luglio 2004    | LINEAR               |
| 268023 -              | 2004 NA28                | 11 luglio 2004    | LINEAR               |
| 268024 -              | 2004 NP30                | 9 luglio 2004     | LONEOS               |
| 268025 -              | 2004 NS32                | 15 luglio 2004    | LINEAR               |
| 268026 -              | 2004 NF33                | 12 luglio 2004    | NEAT                 |
| 268027 -              | 2004 OJ5                 | 16 luglio 2004    | LINEAR               |
| 268028 -              | 2004 OD11                | 25 luglio 2004    | LONEOS               |
| 268029 -              | 2004 PB5                 | 6 agosto 2004     | NEAT                 |
| 268030 -              | 2004 PE9                 | 6 agosto 2004     | NEAT                 |
| 268031 -              | 2004 PL13                | 7 agosto 2004     | NEAT                 |
| 268032 -              | 2004 PL16                | 7 agosto 2004     | NEAT                 |
| 268033 -              | 2004 PT19                | 8 agosto 2004     | LONEOS               |
| 268034 -              | 2004 PQ36                | 9 agosto 2004     | LINEAR               |
| 268035 -              | 2004 PF40                | 9 agosto 2004     | LINEAR               |
| 268036 -              | 2004 PS68                | 7 agosto 2004     | CINEOS               |
| 268037 -              | 2004 PL75                | 8 agosto 2004     | LONEOS               |
| 268038 -              | 2004 PZ88                | 8 agosto 2004     | LONEOS               |
| 268039 -              | 2004 PD91                | 11 agosto 2004    | LINEAR               |
| 268040 -              | 2004 PJ94                | 10 agosto 2004    | LINEAR               |
| 268041 -              | 2004 PY105               | 15 agosto 2004    | Siding Spring Survey |
| 268042 -              | 2004 QX                  | 16 agosto 2004    | NEAT                 |
| 268043 -              | 2004 QM3                 | 17 agosto 2004    | LINEAR               |
| 268044 -              | 2004 QS4                 | 21 agosto 2004    | Siding Spring Survey |
| 268045 -              | 2004 QZ9                 | 21 agosto 2004    | Siding Spring Survey |
| 268046 -              | 2004 QJ11                | 21 agosto 2004    | Siding Spring Survey |
| 268047 -              | 2004 QM21                | 23 agosto 2004    | Spacewatch           |
| 268048 -              | 2004 QZ21                | 26 agosto 2004    | CSS                  |
| 268049 -              | 2004 QK24                | 26 agosto 2004    | Tucker, R. A.        |
| 268050 -              | 2004 QZ24                | 24 agosto 2004    | Siding Spring Survey |
| 268051 -              | 2004 QZ28                | 21 agosto 2004    | Siding Spring Survey |
| 268052 -              | 2004 RH                  | 2 settembre 2004  | Klet                 |
| 268053 -              | 2004 RV1                 | 5 settembre 2004  | Klet                 |
| 268054 -              | 2004 RV18                | 7 settembre 2004  | Spacewatch           |
| 268055 -              | 2004 RO19                | 7 settembre 2004  | Spacewatch           |
| 268056 -              | 2004 RS19                | 7 settembre 2004  | Spacewatch           |
| 268057 Michaelkaschke | 2004 RQ24                | 8 settembre 2004  | Klet                 |
| 268058 -              | 2004 RA32                | 7 settembre 2004  | LINEAR               |
| 268059 -              | 2004 RO32                | 7 settembre 2004  | LINEAR               |
| 268060 -              | 2004 RH45                | 8 settembre 2004  | LINEAR               |
| 268061 -              | 2004 RP47                | 8 settembre 2004  | LINEAR               |
| 268062 -              | 2004 RS48                | 8 settembre 2004  | LINEAR               |
| 268063 -              | 2004 RP50                | 8 settembre 2004  | LINEAR               |
| 268064 -              | 2004 RZ50                | 8 settembre 2004  | LINEAR               |
| 268065 -              | 2004 RA53                | 8 settembre 2004  | LINEAR               |
| 268066 -              | 2004 RP59                | 8 settembre 2004  | LINEAR               |
| 268067 -              | 2004 RG63                | 8 settembre 2004  | LINEAR               |
| 268068 -              | 2004 RM64                | 8 settembre 2004  | LINEAR               |
| 268069 -              | 2004 RG65                | 8 settembre 2004  | LINEAR               |
| 268070 -              | 2004 RH69                | 8 settembre 2004  | LINEAR               |
| 268071 -              | 2004 RW69                | 8 settembre 2004  | LINEAR               |
| 268072 -              | 2004 RF73                | 8 settembre 2004  | LINEAR               |
| 268073 -              | 2004 RL78                | 8 settembre 2004  | LINEAR               |
| 268074 -              | 2004 RR81                | 8 settembre 2004  | LINEAR               |
| 268075 -              | 2004 RU85                | 6 settembre 2004  | Siding Spring Survey |
| 268076 -              | 2004 RF89                | 8 settembre 2004  | LINEAR               |
| 268077 -              | 2004 RF104               | 8 settembre 2004  | NEAT                 |
| 268078 -              | 2004 RH108               | 9 settembre 2004  | Spacewatch           |
| 268079 -              | 2004 RP110               | 11 settembre 2004 | LINEAR               |
| 268080 -              | 2004 RB130               | 7 settembre 2004  | Spacewatch           |
| 268081 -              | 2004 RV135               | 7 settembre 2004  | Spacewatch           |
| 268082 -              | 2004 RL139               | 8 settembre 2004  | LINEAR               |
| 268083 -              | 2004 RB147               | 9 settembre 2004  | LINEAR               |
| 268084 -              | 2004 RZ148               | 9 settembre 2004  | LINEAR               |
| 268085 -              | 2004 RS150               | 9 settembre 2004  | LINEAR               |
| 268086 -              | 2004 RD158               | 10 settembre 2004 | LINEAR               |
| 268087 -              | 2004 RL160               | 10 settembre 2004 | LINEAR               |
| 268088 -              | 2004 RX182               | 10 settembre 2004 | LINEAR               |
| 268089 -              | 2004 RV219               | 11 settembre 2004 | LINEAR               |
| 268090 -              | 2004 RF229               | 9 settembre 2004  | Spacewatch           |
| 268091 -              | 2004 RK231               | 9 settembre 2004  | Spacewatch           |
| 268092 -              | 2004 RU233               | 9 settembre 2004  | Spacewatch           |
| 268093 -              | 2004 RD256               | 7 settembre 2004  | LINEAR               |
| 268094 -              | 2004 RU256               | 9 settembre 2004  | LINEAR               |
| 268095 -              | 2004 RJ257               | 9 settembre 2004  | Apache Point         |
| 268096 -              | 2004 RY257               | 10 settembre 2004 | LINEAR               |
| 268097 -              | 2004 RM258               | 10 settembre 2004 | Spacewatch           |
| 268098 -              | 2004 RH289               | 15 settembre 2004 | LINEAR               |
| 268099 -              | 2004 RU307               | 13 settembre 2004 | LINEAR               |
| 268100 -              | 2004 RK310               | 13 settembre 2004 | NEAT                 |

## 268101-268200
| Nome                   | Designazione provvisoria | Data di scoperta  | Scopritore                        |
| ---------------------- | ------------------------ | ----------------- | --------------------------------- |
| 268101 -               | 2004 RA321               | 13 settembre 2004 | LINEAR                            |
| 268102 -               | 2004 RQ337               | 15 settembre 2004 | Spacewatch                        |
| 268103 -               | 2004 RA342               | 9 settembre 2004  | LINEAR                            |
| 268104 -               | 2004 RX343               | 8 settembre 2004  | NEAT                              |
| 268105 -               | 2004 RJ355               | 11 settembre 2004 | Spacewatch                        |
| 268106 -               | 2004 SG4                 | 17 settembre 2004 | Spacewatch                        |
| 268107 -               | 2004 SL11                | 16 settembre 2004 | Siding Spring Survey              |
| 268108 -               | 2004 SC23                | 17 settembre 2004 | Spacewatch                        |
| 268109 -               | 2004 SP27                | 16 settembre 2004 | Spacewatch                        |
| 268110 -               | 2004 SC55                | 22 settembre 2004 | LINEAR                            |
| 268111 -               | 2004 SW56                | 16 settembre 2004 | LONEOS                            |
| 268112 -               | 2004 SW61                | 17 settembre 2004 | Bickel, W.                        |
| 268113 -               | 2004 TG1                 | 3 ottobre 2004    | Tucker, R. A.                     |
| 268114 -               | 2004 TM8                 | 5 ottobre 2004    | LONEOS                            |
| 268115 Williamalbrecht | 2004 TK9                 | 7 ottobre 2004    | Cooney Jr., W. R., Gross, J.      |
| 268116 -               | 2004 TL12                | 6 ottobre 2004    | NEAT                              |
| 268117 -               | 2004 TW13                | 4 ottobre 2004    | Barentine, J. C., Esquerdo, G. A. |
| 268118 -               | 2004 TL22                | 4 ottobre 2004    | Spacewatch                        |
| 268119 -               | 2004 TN23                | 4 ottobre 2004    | Spacewatch                        |
| 268120 -               | 2004 TQ24                | 4 ottobre 2004    | Spacewatch                        |
| 268121 -               | 2004 TZ31                | 4 ottobre 2004    | Spacewatch                        |
| 268122 -               | 2004 TJ50                | 4 ottobre 2004    | Spacewatch                        |
| 268123 -               | 2004 TV64                | 5 ottobre 2004    | Spacewatch                        |
| 268124 -               | 2004 TG69                | 5 ottobre 2004    | LONEOS                            |
| 268125 -               | 2004 TM85                | 5 ottobre 2004    | Spacewatch                        |
| 268126 -               | 2004 TW85                | 5 ottobre 2004    | Spacewatch                        |
| 268127 -               | 2004 TH93                | 5 ottobre 2004    | Spacewatch                        |
| 268128 -               | 2004 TJ94                | 5 ottobre 2004    | Spacewatch                        |
| 268129 -               | 2004 TM94                | 5 ottobre 2004    | Spacewatch                        |
| 268130 -               | 2004 TB109               | 7 ottobre 2004    | LINEAR                            |
| 268131 -               | 2004 TX117               | 5 ottobre 2004    | LONEOS                            |
| 268132 -               | 2004 TO118               | 5 ottobre 2004    | NEAT                              |
| 268133 -               | 2004 TZ121               | 7 ottobre 2004    | LONEOS                            |
| 268134 -               | 2004 TS126               | 7 ottobre 2004    | LINEAR                            |
| 268135 -               | 2004 TR147               | 6 ottobre 2004    | Spacewatch                        |
| 268136 -               | 2004 TY150               | 6 ottobre 2004    | Spacewatch                        |
| 268137 -               | 2004 TX151               | 6 ottobre 2004    | Spacewatch                        |
| 268138 -               | 2004 TO158               | 6 ottobre 2004    | Spacewatch                        |
| 268139 -               | 2004 TY177               | 7 ottobre 2004    | Spacewatch                        |
| 268140 -               | 2004 TD199               | 7 ottobre 2004    | Spacewatch                        |
| 268141 -               | 2004 TL209               | 8 ottobre 2004    | Spacewatch                        |
| 268142 -               | 2004 TN219               | 5 ottobre 2004    | Spacewatch                        |
| 268143 -               | 2004 TQ224               | 8 ottobre 2004    | Spacewatch                        |
| 268144 -               | 2004 TB225               | 8 ottobre 2004    | Spacewatch                        |
| 268145 -               | 2004 TX225               | 8 ottobre 2004    | Spacewatch                        |
| 268146 -               | 2004 TJ239               | 9 ottobre 2004    | Spacewatch                        |
| 268147 -               | 2004 TD244               | 7 ottobre 2004    | LONEOS                            |
| 268148 -               | 2004 TY249               | 7 ottobre 2004    | LONEOS                            |
| 268149 -               | 2004 TJ254               | 9 ottobre 2004    | Spacewatch                        |
| 268150 -               | 2004 TS278               | 9 ottobre 2004    | Spacewatch                        |
| 268151 -               | 2004 TT285               | 8 ottobre 2004    | LINEAR                            |
| 268152 -               | 2004 TJ301               | 8 ottobre 2004    | LINEAR                            |
| 268153 -               | 2004 TW323               | 11 ottobre 2004   | Spacewatch                        |
| 268154 -               | 2004 TW332               | 9 ottobre 2004    | Spacewatch                        |
| 268155 -               | 2004 TO333               | 9 ottobre 2004    | Spacewatch                        |
| 268156 -               | 2004 TF334               | 9 ottobre 2004    | Spacewatch                        |
| 268157 -               | 2004 TD351               | 10 ottobre 2004   | Spacewatch                        |
| 268158 -               | 2004 TR355               | 7 ottobre 2004    | LINEAR                            |
| 268159 -               | 2004 TE356               | 10 ottobre 2004   | NEAT                              |
| 268160 -               | 2004 TN357               | 6 ottobre 2004    | Spacewatch                        |
| 268161 -               | 2004 TS358               | 5 ottobre 2004    | Spacewatch                        |
| 268162 -               | 2004 UF8                 | 21 ottobre 2004   | LINEAR                            |
| 268163 -               | 2004 VB1                 | 4 novembre 2004   | Yeung, W. K. Y.                   |
| 268164 -               | 2004 VC8                 | 3 novembre 2004   | Spacewatch                        |
| 268165 -               | 2004 VA12                | 3 novembre 2004   | NEAT                              |
| 268166 -               | 2004 VN26                | 4 novembre 2004   | CSS                               |
| 268167 -               | 2004 VB55                | 10 novembre 2004  | Yeung, W. K. Y.                   |
| 268168 -               | 2004 VR61                | 5 novembre 2004   | NEAT                              |
| 268169 -               | 2004 VP72                | 9 novembre 2004   | CSS                               |
| 268170 -               | 2004 WK4                 | 17 novembre 2004  | CINEOS                            |
| 268171 -               | 2004 WF5                 | 18 novembre 2004  | LINEAR                            |
| 268172 -               | 2004 XN17                | 3 dicembre 2004   | Spacewatch                        |
| 268173 -               | 2004 XS20                | 8 dicembre 2004   | LINEAR                            |
| 268174 -               | 2004 XN31                | 9 dicembre 2004   | CSS                               |
| 268175 -               | 2004 XO34                | 11 dicembre 2004  | Spacewatch                        |
| 268176 -               | 2004 XO53                | 10 dicembre 2004  | Spacewatch                        |
| 268177 -               | 2004 XF59                | 10 dicembre 2004  | Spacewatch                        |
| 268178 -               | 2004 XW67                | 3 dicembre 2004   | Spacewatch                        |
| 268179 -               | 2004 XE89                | 10 dicembre 2004  | CINEOS                            |
| 268180 -               | 2004 XK92                | 11 dicembre 2004  | LINEAR                            |
| 268181 -               | 2004 XU99                | 12 dicembre 2004  | Spacewatch                        |
| 268182 -               | 2004 XE133               | 14 dicembre 2004  | Spacewatch                        |
| 268183 -               | 2004 XQ137               | 4 dicembre 2004   | LONEOS                            |
| 268184 -               | 2004 XL146               | 14 dicembre 2004  | LINEAR                            |
| 268185 -               | 2004 XC147               | 15 dicembre 2004  | LINEAR                            |
| 268186 -               | 2004 XF179               | 14 dicembre 2004  | CINEOS                            |
| 268187 -               | 2004 YR4                 | 17 dicembre 2004  | LINEAR                            |
| 268188 -               | 2004 YB6                 | 16 dicembre 2004  | Spacewatch                        |
| 268189 -               | 2004 YP22                | 18 dicembre 2004  | Mount Lemmon Survey               |
| 268190 -               | 2004 YT22                | 18 dicembre 2004  | Mount Lemmon Survey               |
| 268191 -               | 2005 AQ7                 | 6 gennaio 2005    | CSS                               |
| 268192 -               | 2005 AU18                | 8 gennaio 2005    | CINEOS                            |
| 268193 -               | 2005 AF19                | 8 gennaio 2005    | LINEAR                            |
| 268194 -               | 2005 AC30                | 9 gennaio 2005    | CSS                               |
| 268195 -               | 2005 AU34                | 13 gennaio 2005   | Spacewatch                        |
| 268196 -               | 2005 AB35                | 13 gennaio 2005   | LINEAR                            |
| 268197 -               | 2005 AH36                | 13 gennaio 2005   | LINEAR                            |
| 268198 -               | 2005 AD38                | 13 gennaio 2005   | CSS                               |
| 268199 -               | 2005 AL40                | 15 gennaio 2005   | LINEAR                            |
| 268200 -               | 2005 AD45                | 15 gennaio 2005   | Spacewatch                        |

## 268201-268300
| Nome          | Designazione provvisoria | Data di scoperta | Scopritore           |
| ------------- | ------------------------ | ---------------- | -------------------- |
| 268201 -      | 2005 AK45                | 15 gennaio 2005  | LINEAR               |
| 268202 -      | 2005 AS59                | 15 gennaio 2005  | Spacewatch           |
| 268203 -      | 2005 AK65                | 13 gennaio 2005  | Spacewatch           |
| 268204 -      | 2005 AG74                | 15 gennaio 2005  | Spacewatch           |
| 268205 -      | 2005 AY81                | 7 gennaio 2005   | CSS                  |
| 268206 -      | 2005 BF11                | 16 gennaio 2005  | Spacewatch           |
| 268207 -      | 2005 BY16                | 16 gennaio 2005  | LINEAR               |
| 268208 -      | 2005 BR17                | 16 gennaio 2005  | Spacewatch           |
| 268209 -      | 2005 BO21                | 16 gennaio 2005  | Spacewatch           |
| 268210 -      | 2005 BP23                | 16 gennaio 2005  | Spacewatch           |
| 268211 -      | 2005 BL48                | 17 gennaio 2005  | Spacewatch           |
| 268212 -      | 2005 BQ49                | 17 gennaio 2005  | Spacewatch           |
| 268213 -      | 2005 CY                  | 1 febbraio 2005  | CSS                  |
| 268214 -      | 2005 CY8                 | 1 febbraio 2005  | CSS                  |
| 268215 -      | 2005 CG20                | 2 febbraio 2005  | CSS                  |
| 268216 -      | 2005 CF32                | 1 febbraio 2005  | Spacewatch           |
| 268217 -      | 2005 CR39                | 7 febbraio 2005  | Altschwendt          |
| 268218 -      | 2005 CX39                | 4 febbraio 2005  | Spacewatch           |
| 268219 -      | 2005 CK46                | 2 febbraio 2005  | Spacewatch           |
| 268220 -      | 2005 CO67                | 1 febbraio 2005  | CSS                  |
| 268221 -      | 2005 CD68                | 2 febbraio 2005  | CSS                  |
| 268222 -      | 2005 CZ73                | 1 febbraio 2005  | Spacewatch           |
| 268223 -      | 2005 EE3                 | 1 marzo 2005     | Spacewatch           |
| 268224 -      | 2005 ET13                | 3 marzo 2005     | Spacewatch           |
| 268225 -      | 2005 EF22                | 3 marzo 2005     | CSS                  |
| 268226 -      | 2005 EF24                | 3 marzo 2005     | CSS                  |
| 268227 -      | 2005 ED30                | 4 marzo 2005     | Sposetti, S.         |
| 268228 -      | 2005 ES43                | 3 marzo 2005     | Spacewatch           |
| 268229 -      | 2005 EY50                | 3 marzo 2005     | CSS                  |
| 268230 -      | 2005 EL72                | 2 marzo 2005     | CSS                  |
| 268231 -      | 2005 EO89                | 8 marzo 2005     | LINEAR               |
| 268232 -      | 2005 EH136               | 9 marzo 2005     | LONEOS               |
| 268233 -      | 2005 EQ170               | 7 marzo 2005     | LINEAR               |
| 268234 -      | 2005 EA220               | 10 marzo 2005    | Siding Spring Survey |
| 268235 -      | 2005 ER223               | 12 marzo 2005    | Spacewatch           |
| 268236 -      | 2005 EA228               | 10 marzo 2005    | Mount Lemmon Survey  |
| 268237 -      | 2005 GQ50                | 5 aprile 2005    | Spacewatch           |
| 268238 -      | 2005 GA63                | 2 aprile 2005    | Mount Lemmon Survey  |
| 268239 -      | 2005 GT107               | 10 aprile 2005   | Mount Lemmon Survey  |
| 268240 -      | 2005 GW181               | 12 aprile 2005   | Spacewatch           |
| 268241 -      | 2005 HC6                 | 30 aprile 2005   | Spacewatch           |
| 268242 Pebble | 2005 JW1                 | 4 maggio 2005    | Bedient, J.          |
| 268243 -      | 2005 JH117               | 10 maggio 2005   | Spacewatch           |
| 268244 -      | 2005 JP143               | 15 maggio 2005   | Mount Lemmon Survey  |
| 268245 -      | 2005 LR41                | 12 giugno 2005   | Spacewatch           |
| 268246 -      | 2005 MQ2                 | 17 giugno 2005   | Mount Lemmon Survey  |
| 268247 -      | 2005 MT5                 | 27 giugno 2005   | Spacewatch           |
| 268248 -      | 2005 MU18                | 28 giugno 2005   | NEAT                 |
| 268249 -      | 2005 ML20                | 30 giugno 2005   | Spacewatch           |
| 268250 -      | 2005 MS20                | 30 giugno 2005   | Spacewatch           |
| 268251 -      | 2005 MF24                | 28 giugno 2005   | Spacewatch           |
| 268252 -      | 2005 MD27                | 29 giugno 2005   | Spacewatch           |
| 268253 -      | 2005 MT33                | 29 giugno 2005   | Spacewatch           |
| 268254 -      | 2005 MO41                | 30 giugno 2005   | Spacewatch           |
| 268255 -      | 2005 NJ10                | 3 luglio 2005    | Mount Lemmon Survey  |
| 268256 -      | 2005 NO19                | 5 luglio 2005    | Mount Lemmon Survey  |
| 268257 -      | 2005 NA21                | 6 luglio 2005    | Broughton, J.        |
| 268258 -      | 2005 NN35                | 5 luglio 2005    | Spacewatch           |
| 268259 -      | 2005 NG43                | 5 luglio 2005    | NEAT                 |
| 268260 -      | 2005 NJ49                | 10 luglio 2005   | Jarnac               |
| 268261 -      | 2005 NS60                | 10 luglio 2005   | Spacewatch           |
| 268262 -      | 2005 NM85                | 3 luglio 2005    | Mount Lemmon Survey  |
| 268263 -      | 2005 NE123               | 6 luglio 2005    | Siding Spring Survey |
| 268264 -      | 2005 NS124               | 8 luglio 2005    | Spacewatch           |
| 268265 -      | 2005 OF5                 | 28 luglio 2005   | NEAT                 |
| 268266 -      | 2005 OJ8                 | 26 luglio 2005   | NEAT                 |
| 268267 -      | 2005 OQ9                 | 27 luglio 2005   | NEAT                 |
| 268268 -      | 2005 OJ18                | 30 luglio 2005   | NEAT                 |
| 268269 -      | 2005 OB21                | 28 luglio 2005   | NEAT                 |
| 268270 -      | 2005 OC22                | 29 luglio 2005   | NEAT                 |
| 268271 -      | 2005 OF22                | 29 luglio 2005   | Siding Spring Survey |
| 268272 -      | 2005 OA29                | 30 luglio 2005   | NEAT                 |
| 268273 -      | 2005 PA1                 | 1 agosto 2005    | Siding Spring Survey |
| 268274 -      | 2005 PH6                 | 7 agosto 2005    | Broughton, J.        |
| 268275 -      | 2005 PP7                 | 4 agosto 2005    | NEAT                 |
| 268276 -      | 2005 PA11                | 4 agosto 2005    | NEAT                 |
| 268277 -      | 2005 PB22                | 6 agosto 2005    | NEAT                 |
| 268278 -      | 2005 PX23                | 8 agosto 2005    | Buie, M. W.          |
| 268279 -      | 2005 QL4                 | 24 agosto 2005   | NEAT                 |
| 268280 -      | 2005 QG5                 | 22 agosto 2005   | NEAT                 |
| 268281 -      | 2005 QW8                 | 25 agosto 2005   | NEAT                 |
| 268282 -      | 2005 QV26                | 27 agosto 2005   | Spacewatch           |
| 268283 -      | 2005 QF29                | 24 agosto 2005   | NEAT                 |
| 268284 -      | 2005 QM31                | 22 agosto 2005   | NEAT                 |
| 268285 -      | 2005 QH36                | 25 agosto 2005   | NEAT                 |
| 268286 -      | 2005 QE41                | 26 agosto 2005   | LONEOS               |
| 268287 -      | 2005 QW44                | 26 agosto 2005   | NEAT                 |
| 268288 -      | 2005 QZ46                | 26 agosto 2005   | NEAT                 |
| 268289 -      | 2005 QH53                | 28 agosto 2005   | Spacewatch           |
| 268290 -      | 2005 QE62                | 26 agosto 2005   | NEAT                 |
| 268291 -      | 2005 QX71                | 29 agosto 2005   | LONEOS               |
| 268292 -      | 2005 QN74                | 29 agosto 2005   | LONEOS               |
| 268293 -      | 2005 QW79                | 27 agosto 2005   | Siding Spring Survey |
| 268294 -      | 2005 QE82                | 29 agosto 2005   | LONEOS               |
| 268295 -      | 2005 QJ83                | 29 agosto 2005   | LONEOS               |
| 268296 -      | 2005 QG86                | 30 agosto 2005   | Spacewatch           |
| 268297 -      | 2005 QL87                | 31 agosto 2005   | LINEAR               |
| 268298 -      | 2005 QW88                | 30 agosto 2005   | St. Veran            |
| 268299 -      | 2005 QJ92                | 26 agosto 2005   | LONEOS               |
| 268300 -      | 2005 QN94                | 27 agosto 2005   | NEAT                 |

## 268301-268400
| Nome     | Designazione provvisoria | Data di scoperta  | Scopritore           |
| -------- | ------------------------ | ----------------- | -------------------- |
| 268301 - | 2005 QT97                | 27 agosto 2005    | NEAT                 |
| 268302 - | 2005 QT110               | 27 agosto 2005    | NEAT                 |
| 268303 - | 2005 QS111               | 27 agosto 2005    | NEAT                 |
| 268304 - | 2005 QM113               | 27 agosto 2005    | NEAT                 |
| 268305 - | 2005 QV114               | 27 agosto 2005    | NEAT                 |
| 268306 - | 2005 QJ123               | 28 agosto 2005    | Spacewatch           |
| 268307 - | 2005 QX128               | 28 agosto 2005    | Spacewatch           |
| 268308 - | 2005 QS135               | 28 agosto 2005    | Spacewatch           |
| 268309 - | 2005 QR136               | 28 agosto 2005    | Spacewatch           |
| 268310 - | 2005 QZ136               | 28 agosto 2005    | Spacewatch           |
| 268311 - | 2005 QU140               | 29 agosto 2005    | LINEAR               |
| 268312 - | 2005 QV141               | 30 agosto 2005    | Spacewatch           |
| 268313 - | 2005 QX146               | 28 agosto 2005    | Siding Spring Survey |
| 268314 - | 2005 QK152               | 31 agosto 2005    | Spacewatch           |
| 268315 - | 2005 QQ153               | 27 agosto 2005    | NEAT                 |
| 268316 - | 2005 QV159               | 28 agosto 2005    | LONEOS               |
| 268317 - | 2005 QO161               | 28 agosto 2005    | Siding Spring Survey |
| 268318 - | 2005 QX161               | 28 agosto 2005    | Siding Spring Survey |
| 268319 - | 2005 QR166               | 26 agosto 2005    | NEAT                 |
| 268320 - | 2005 RB30                | 9 settembre 2005  | LINEAR               |
| 268321 - | 2005 RP45                | 1 settembre 2005  | Spacewatch           |
| 268322 - | 2005 RR45                | 9 settembre 2005  | Becker, A. C.        |
| 268323 - | 2005 SN14                | 25 settembre 2005 | CSS                  |
| 268324 - | 2005 SP17                | 26 settembre 2005 | Spacewatch           |
| 268325 - | 2005 SS23                | 23 settembre 2005 | CSS                  |
| 268326 - | 2005 SE26                | 24 settembre 2005 | Spacewatch           |
| 268327 - | 2005 SU38                | 24 settembre 2005 | Spacewatch           |
| 268328 - | 2005 SG74                | 24 settembre 2005 | Spacewatch           |
| 268329 - | 2005 SH83                | 24 settembre 2005 | Spacewatch           |
| 268330 - | 2005 SX87                | 24 settembre 2005 | Spacewatch           |
| 268331 - | 2005 SL88                | 24 settembre 2005 | Spacewatch           |
| 268332 - | 2005 SM96                | 25 settembre 2005 | NEAT                 |
| 268333 - | 2005 SD99                | 25 settembre 2005 | Spacewatch           |
| 268334 - | 2005 SD101               | 25 settembre 2005 | Spacewatch           |
| 268335 - | 2005 SA104               | 25 settembre 2005 | NEAT                 |
| 268336 - | 2005 ST114               | 27 settembre 2005 | Spacewatch           |
| 268337 - | 2005 SK133               | 29 settembre 2005 | Spacewatch           |
| 268338 - | 2005 SK150               | 25 settembre 2005 | Spacewatch           |
| 268339 - | 2005 SQ150               | 25 settembre 2005 | Spacewatch           |
| 268340 - | 2005 SF155               | 26 settembre 2005 | LINEAR               |
| 268341 - | 2005 SR162               | 27 settembre 2005 | LINEAR               |
| 268342 - | 2005 SW163               | 27 settembre 2005 | NEAT                 |
| 268343 - | 2005 SP176               | 29 settembre 2005 | Spacewatch           |
| 268344 - | 2005 SD178               | 29 settembre 2005 | Spacewatch           |
| 268345 - | 2005 SK212               | 30 settembre 2005 | Mount Lemmon Survey  |
| 268346 - | 2005 SV236               | 29 settembre 2005 | Spacewatch           |
| 268347 - | 2005 SZ244               | 30 settembre 2005 | Mount Lemmon Survey  |
| 268348 - | 2005 SG246               | 30 settembre 2005 | Mount Lemmon Survey  |
| 268349 - | 2005 SU247               | 30 settembre 2005 | Spacewatch           |
| 268350 - | 2005 SS251               | 24 settembre 2005 | NEAT                 |
| 268351 - | 2005 SV253               | 22 settembre 2005 | NEAT                 |
| 268352 - | 2005 SC256               | 22 settembre 2005 | NEAT                 |
| 268353 - | 2005 SS278               | 30 settembre 2005 | Mount Lemmon Survey  |
| 268354 - | 2005 TX4                 | 1 ottobre 2005    | Mount Lemmon Survey  |
| 268355 - | 2005 TK7                 | 1 ottobre 2005    | CSS                  |
| 268356 - | 2005 TR23                | 1 ottobre 2005    | CSS                  |
| 268357 - | 2005 TD27                | 1 ottobre 2005    | Mount Lemmon Survey  |
| 268358 - | 2005 TH29                | 2 ottobre 2005    | Mount Lemmon Survey  |
| 268359 - | 2005 TO29                | 2 ottobre 2005    | CSS                  |
| 268360 - | 2005 TG32                | 1 ottobre 2005    | Spacewatch           |
| 268361 - | 2005 TD42                | 3 ottobre 2005    | CSS                  |
| 268362 - | 2005 TG85                | 3 ottobre 2005    | Spacewatch           |
| 268363 - | 2005 TX99                | 7 ottobre 2005    | LINEAR               |
| 268364 - | 2005 TS114               | 7 ottobre 2005    | Spacewatch           |
| 268365 - | 2005 TB119               | 7 ottobre 2005    | Spacewatch           |
| 268366 - | 2005 TD119               | 7 ottobre 2005    | Spacewatch           |
| 268367 - | 2005 TO121               | 7 ottobre 2005    | CSS                  |
| 268368 - | 2005 TS125               | 7 ottobre 2005    | Spacewatch           |
| 268369 - | 2005 TE136               | 6 ottobre 2005    | Spacewatch           |
| 268370 - | 2005 TO141               | 8 ottobre 2005    | Spacewatch           |
| 268371 - | 2005 TF149               | 8 ottobre 2005    | Spacewatch           |
| 268372 - | 2005 TS150               | 8 ottobre 2005    | Spacewatch           |
| 268373 - | 2005 TD163               | 9 ottobre 2005    | Spacewatch           |
| 268374 - | 2005 TU164               | 9 ottobre 2005    | Spacewatch           |
| 268375 - | 2005 TJ165               | 9 ottobre 2005    | Spacewatch           |
| 268376 - | 2005 TC180               | 1 ottobre 2005    | CSS                  |
| 268377 - | 2005 TP193               | 1 ottobre 2005    | CSS                  |
| 268378 - | 2005 UH20                | 22 ottobre 2005   | CSS                  |
| 268379 - | 2005 UH21                | 23 ottobre 2005   | Spacewatch           |
| 268380 - | 2005 UN23                | 23 ottobre 2005   | Spacewatch           |
| 268381 - | 2005 US26                | 23 ottobre 2005   | CSS                  |
| 268382 - | 2005 UO50                | 23 ottobre 2005   | CSS                  |
| 268383 - | 2005 UU56                | 24 ottobre 2005   | LONEOS               |
| 268384 - | 2005 UJ57                | 24 ottobre 2005   | LONEOS               |
| 268385 - | 2005 UV60                | 25 ottobre 2005   | Mount Lemmon Survey  |
| 268386 - | 2005 UE62                | 25 ottobre 2005   | Mount Lemmon Survey  |
| 268387 - | 2005 UW88                | 22 ottobre 2005   | Spacewatch           |
| 268388 - | 2005 UK102               | 22 ottobre 2005   | Spacewatch           |
| 268389 - | 2005 US123               | 24 ottobre 2005   | Spacewatch           |
| 268390 - | 2005 UN129               | 24 ottobre 2005   | Spacewatch           |
| 268391 - | 2005 UO133               | 25 ottobre 2005   | Mount Lemmon Survey  |
| 268392 - | 2005 UB143               | 25 ottobre 2005   | Mount Lemmon Survey  |
| 268393 - | 2005 UU146               | 26 ottobre 2005   | Spacewatch           |
| 268394 - | 2005 UJ148               | 26 ottobre 2005   | Spacewatch           |
| 268395 - | 2005 UR155               | 26 ottobre 2005   | NEAT                 |
| 268396 - | 2005 UR156               | 26 ottobre 2005   | Spacewatch           |
| 268397 - | 2005 UJ169               | 24 ottobre 2005   | Spacewatch           |
| 268398 - | 2005 UG174               | 24 ottobre 2005   | Spacewatch           |
| 268399 - | 2005 UW183               | 25 ottobre 2005   | Mount Lemmon Survey  |
| 268400 - | 2005 UE193               | 22 ottobre 2005   | Spacewatch           |

## 268401-268500
| Nome     | Designazione provvisoria | Data di scoperta | Scopritore          |
| -------- | ------------------------ | ---------------- | ------------------- |
| 268401 - | 2005 UV193               | 22 ottobre 2005  | Spacewatch          |
| 268402 - | 2005 UN201               | 25 ottobre 2005  | Spacewatch          |
| 268403 - | 2005 UC202               | 25 ottobre 2005  | Spacewatch          |
| 268404 - | 2005 UU205               | 26 ottobre 2005  | Spacewatch          |
| 268405 - | 2005 UT226               | 25 ottobre 2005  | Spacewatch          |
| 268406 - | 2005 UK236               | 25 ottobre 2005  | Spacewatch          |
| 268407 - | 2005 UX239               | 25 ottobre 2005  | Spacewatch          |
| 268408 - | 2005 UO283               | 26 ottobre 2005  | Spacewatch          |
| 268409 - | 2005 UJ293               | 26 ottobre 2005  | Spacewatch          |
| 268410 - | 2005 UJ307               | 27 ottobre 2005  | Mount Lemmon Survey |
| 268411 - | 2005 UP308               | 27 ottobre 2005  | Mount Lemmon Survey |
| 268412 - | 2005 UN313               | 27 ottobre 2005  | LINEAR              |
| 268413 - | 2005 UG314               | 28 ottobre 2005  | CSS                 |
| 268414 - | 2005 UR320               | 27 ottobre 2005  | Spacewatch          |
| 268415 - | 2005 UV352               | 29 ottobre 2005  | CSS                 |
| 268416 - | 2005 UO363               | 27 ottobre 2005  | Spacewatch          |
| 268417 - | 2005 UL373               | 27 ottobre 2005  | Spacewatch          |
| 268418 - | 2005 UH391               | 30 ottobre 2005  | Mount Lemmon Survey |
| 268419 - | 2005 UE399               | 30 ottobre 2005  | Mount Lemmon Survey |
| 268420 - | 2005 UO421               | 27 ottobre 2005  | Mount Lemmon Survey |
| 268421 - | 2005 UE470               | 30 ottobre 2005  | Spacewatch          |
| 268422 - | 2005 UM475               | 22 ottobre 2005  | Spacewatch          |
| 268423 - | 2005 UM483               | 22 ottobre 2005  | CSS                 |
| 268424 - | 2005 UF484               | 22 ottobre 2005  | CSS                 |
| 268425 - | 2005 UB491               | 23 ottobre 2005  | NEAT                |
| 268426 - | 2005 UZ493               | 25 ottobre 2005  | CSS                 |
| 268427 - | 2005 UJ506               | 24 ottobre 2005  | Tholen, D. J.       |
| 268428 - | 2005 UU508               | 24 ottobre 2005  | Spacewatch          |
| 268429 - | 2005 UL511               | 27 ottobre 2005  | Mount Lemmon Survey |
| 268430 - | 2005 UM512               | 30 ottobre 2005  | Spacewatch          |
| 268431 - | 2005 VS6                 | 6 novembre 2005  | Spacewatch          |
| 268432 - | 2005 VN25                | 2 novembre 2005  | LINEAR              |
| 268433 - | 2005 VP42                | 3 novembre 2005  | Mount Lemmon Survey |
| 268434 - | 2005 VG43                | 5 novembre 2005  | CSS                 |
| 268435 - | 2005 VO43                | 1 novembre 2005  | LINEAR              |
| 268436 - | 2005 VE53                | 3 novembre 2005  | Mount Lemmon Survey |
| 268437 - | 2005 VO82                | 3 novembre 2005  | Spacewatch          |
| 268438 - | 2005 VJ89                | 6 novembre 2005  | Spacewatch          |
| 268439 - | 2005 VH113               | 10 novembre 2005 | CSS                 |
| 268440 - | 2005 VH124               | 6 novembre 2005  | Mount Lemmon Survey |
| 268441 - | 2005 VH128               | 1 novembre 2005  | Becker, A. C.       |
| 268442 - | 2005 WK23                | 21 novembre 2005 | Spacewatch          |
| 268443 - | 2005 WY26                | 21 novembre 2005 | Spacewatch          |
| 268444 - | 2005 WV28                | 21 novembre 2005 | Spacewatch          |
| 268445 - | 2005 WU36                | 22 novembre 2005 | Spacewatch          |
| 268446 - | 2005 WA45                | 22 novembre 2005 | Spacewatch          |
| 268447 - | 2005 WB46                | 22 novembre 2005 | Spacewatch          |
| 268448 - | 2005 WB51                | 25 novembre 2005 | Spacewatch          |
| 268449 - | 2005 WP51                | 25 novembre 2005 | Spacewatch          |
| 268450 - | 2005 WU51                | 25 novembre 2005 | Spacewatch          |
| 268451 - | 2005 WU53                | 25 novembre 2005 | Mount Lemmon Survey |
| 268452 - | 2005 WR69                | 26 novembre 2005 | Spacewatch          |
| 268453 - | 2005 WA72                | 22 novembre 2005 | CSS                 |
| 268454 - | 2005 WT72                | 25 novembre 2005 | Spacewatch          |
| 268455 - | 2005 WE85                | 28 novembre 2005 | Mount Lemmon Survey |
| 268456 - | 2005 WR93                | 25 novembre 2005 | CSS                 |
| 268457 - | 2005 WT93                | 25 novembre 2005 | NEAT                |
| 268458 - | 2005 WT111               | 30 novembre 2005 | LINEAR              |
| 268459 - | 2005 WN117               | 28 novembre 2005 | LINEAR              |
| 268460 - | 2005 WY120               | 30 novembre 2005 | LINEAR              |
| 268461 - | 2005 WD156               | 29 novembre 2005 | NEAT                |
| 268462 - | 2005 WW165               | 29 novembre 2005 | Mount Lemmon Survey |
| 268463 - | 2005 WS177               | 30 novembre 2005 | Spacewatch          |
| 268464 - | 2005 WX180               | 22 novembre 2005 | CSS                 |
| 268465 - | 2005 WG184               | 28 novembre 2005 | CSS                 |
| 268466 - | 2005 WG190               | 20 novembre 2005 | CSS                 |
| 268467 - | 2005 WV195               | 25 novembre 2005 | Mount Lemmon Survey |
| 268468 - | 2005 WH205               | 26 novembre 2005 | Mount Lemmon Survey |
| 268469 - | 2005 WU207               | 25 novembre 2005 | Mount Lemmon Survey |
| 268470 - | 2005 XJ6                 | 2 dicembre 2005  | Spacewatch          |
| 268471 - | 2005 XC22                | 2 dicembre 2005  | LINEAR              |
| 268472 - | 2005 XK31                | 1 dicembre 2005  | Spacewatch          |
| 268473 - | 2005 XK51                | 2 dicembre 2005  | Spacewatch          |
| 268474 - | 2005 XC52                | 2 dicembre 2005  | Spacewatch          |
| 268475 - | 2005 XN52                | 2 dicembre 2005  | Spacewatch          |
| 268476 - | 2005 XV52                | 2 dicembre 2005  | Spacewatch          |
| 268477 - | 2005 XM59                | 3 dicembre 2005  | Spacewatch          |
| 268478 - | 2005 XV59                | 3 dicembre 2005  | Spacewatch          |
| 268479 - | 2005 XJ61                | 4 dicembre 2005  | Spacewatch          |
| 268480 - | 2005 XN63                | 5 dicembre 2005  | Mount Lemmon Survey |
| 268481 - | 2005 XW65                | 7 dicembre 2005  | LINEAR              |
| 268482 - | 2005 XH69                | 6 dicembre 2005  | Spacewatch          |
| 268483 - | 2005 XS72                | 6 dicembre 2005  | Spacewatch          |
| 268484 - | 2005 XZ73                | 6 dicembre 2005  | Spacewatch          |
| 268485 - | 2005 XM76                | 7 dicembre 2005  | Spacewatch          |
| 268486 - | 2005 XX82                | 1 dicembre 2005  | LONEOS              |
| 268487 - | 2005 XJ84                | 8 dicembre 2005  | LINEAR              |
| 268488 - | 2005 YO                  | 20 dicembre 2005 | Calvin College      |
| 268489 - | 2005 YF3                 | 22 dicembre 2005 | LINEAR              |
| 268490 - | 2005 YW10                | 21 dicembre 2005 | Spacewatch          |
| 268491 - | 2005 YC16                | 22 dicembre 2005 | Spacewatch          |
| 268492 - | 2005 YE25                | 24 dicembre 2005 | Spacewatch          |
| 268493 - | 2005 YF29                | 24 dicembre 2005 | Spacewatch          |
| 268494 - | 2005 YG43                | 24 dicembre 2005 | Spacewatch          |
| 268495 - | 2005 YO44                | 25 dicembre 2005 | Spacewatch          |
| 268496 - | 2005 YR48                | 22 dicembre 2005 | Spacewatch          |
| 268497 - | 2005 YY56                | 24 dicembre 2005 | Spacewatch          |
| 268498 - | 2005 YC72                | 24 dicembre 2005 | Spacewatch          |
| 268499 - | 2005 YA83                | 24 dicembre 2005 | Spacewatch          |
| 268500 - | 2005 YF86                | 25 dicembre 2005 | Mount Lemmon Survey |

## 268501-268600
| Nome     | Designazione provvisoria | Data di scoperta | Scopritore          |
| -------- | ------------------------ | ---------------- | ------------------- |
| 268501 - | 2005 YY105               | 25 dicembre 2005 | Spacewatch          |
| 268502 - | 2005 YU110               | 25 dicembre 2005 | Spacewatch          |
| 268503 - | 2005 YA113               | 25 dicembre 2005 | Mount Lemmon Survey |
| 268504 - | 2005 YM115               | 25 dicembre 2005 | Spacewatch          |
| 268505 - | 2005 YY119               | 27 dicembre 2005 | Mount Lemmon Survey |
| 268506 - | 2005 YW129               | 24 dicembre 2005 | Spacewatch          |
| 268507 - | 2005 YG132               | 25 dicembre 2005 | Mount Lemmon Survey |
| 268508 - | 2005 YE135               | 26 dicembre 2005 | Spacewatch          |
| 268509 - | 2005 YP149               | 25 dicembre 2005 | Spacewatch          |
| 268510 - | 2005 YK150               | 25 dicembre 2005 | Spacewatch          |
| 268511 - | 2005 YK153               | 29 dicembre 2005 | Mount Lemmon Survey |
| 268512 - | 2005 YJ156               | 26 dicembre 2005 | Mount Lemmon Survey |
| 268513 - | 2005 YB159               | 27 dicembre 2005 | Spacewatch          |
| 268514 - | 2005 YV161               | 27 dicembre 2005 | Spacewatch          |
| 268515 - | 2005 YD178               | 22 dicembre 2005 | Spacewatch          |
| 268516 - | 2005 YR189               | 29 dicembre 2005 | Spacewatch          |
| 268517 - | 2005 YR191               | 30 dicembre 2005 | Spacewatch          |
| 268518 - | 2005 YW196               | 24 dicembre 2005 | Spacewatch          |
| 268519 - | 2005 YR199               | 25 dicembre 2005 | Mount Lemmon Survey |
| 268520 - | 2005 YR203               | 25 dicembre 2005 | Mount Lemmon Survey |
| 268521 - | 2005 YE209               | 22 dicembre 2005 | CSS                 |
| 268522 - | 2005 YW211               | 28 dicembre 2005 | CSS                 |
| 268523 - | 2005 YF212               | 28 dicembre 2005 | CSS                 |
| 268524 - | 2005 YO220               | 29 dicembre 2005 | LINEAR              |
| 268525 - | 2005 YX221               | 21 dicembre 2005 | Spacewatch          |
| 268526 - | 2005 YZ227               | 25 dicembre 2005 | Mount Lemmon Survey |
| 268527 - | 2005 YU249               | 28 dicembre 2005 | Spacewatch          |
| 268528 - | 2005 YN254               | 30 dicembre 2005 | Spacewatch          |
| 268529 - | 2005 YY257               | 21 dicembre 2005 | Spacewatch          |
| 268530 - | 2005 YN264               | 25 dicembre 2005 | Spacewatch          |
| 268531 - | 2005 YX274               | 25 dicembre 2005 | LONEOS              |
| 268532 - | 2005 YN282               | 26 dicembre 2005 | Mount Lemmon Survey |
| 268533 - | 2006 AT19                | 5 gennaio 2006   | CSS                 |
| 268534 - | 2006 AB28                | 5 gennaio 2006   | Mount Lemmon Survey |
| 268535 - | 2006 AR31                | 5 gennaio 2006   | CSS                 |
| 268536 - | 2006 AW31                | 5 gennaio 2006   | CSS                 |
| 268537 - | 2006 AH33                | 6 gennaio 2006   | LINEAR              |
| 268538 - | 2006 AP36                | 4 gennaio 2006   | Spacewatch          |
| 268539 - | 2006 AL41                | 4 gennaio 2006   | Spacewatch          |
| 268540 - | 2006 AE44                | 7 gennaio 2006   | Mount Lemmon Survey |
| 268541 - | 2006 AU47                | 7 gennaio 2006   | Spacewatch          |
| 268542 - | 2006 AU48                | 4 gennaio 2006   | Spacewatch          |
| 268543 - | 2006 AT53                | 5 gennaio 2006   | Spacewatch          |
| 268544 - | 2006 AN60                | 5 gennaio 2006   | Spacewatch          |
| 268545 - | 2006 AP60                | 5 gennaio 2006   | Spacewatch          |
| 268546 - | 2006 AD73                | 7 gennaio 2006   | Mount Lemmon Survey |
| 268547 - | 2006 AD82                | 8 gennaio 2006   | Mount Lemmon Survey |
| 268548 - | 2006 AT82                | 7 gennaio 2006   | LINEAR              |
| 268549 - | 2006 AU88                | 5 gennaio 2006   | Mount Lemmon Survey |
| 268550 - | 2006 AV89                | 5 gennaio 2006   | Spacewatch          |
| 268551 - | 2006 AD105               | 8 gennaio 2006   | Mount Lemmon Survey |
| 268552 - | 2006 BG8                 | 22 gennaio 2006  | Healy, D.           |
| 268553 - | 2006 BN21                | 22 gennaio 2006  | Mount Lemmon Survey |
| 268554 - | 2006 BQ28                | 22 gennaio 2006  | Mount Lemmon Survey |
| 268555 - | 2006 BF31                | 20 gennaio 2006  | Spacewatch          |
| 268556 - | 2006 BQ31                | 20 gennaio 2006  | Spacewatch          |
| 268557 - | 2006 BH32                | 20 gennaio 2006  | Spacewatch          |
| 268558 - | 2006 BR33                | 21 gennaio 2006  | Spacewatch          |
| 268559 - | 2006 BH34                | 21 gennaio 2006  | Spacewatch          |
| 268560 - | 2006 BB38                | 23 gennaio 2006  | Spacewatch          |
| 268561 - | 2006 BX38                | 24 gennaio 2006  | Mount Lemmon Survey |
| 268562 - | 2006 BA40                | 20 gennaio 2006  | Spacewatch          |
| 268563 - | 2006 BK46                | 23 gennaio 2006  | Mount Lemmon Survey |
| 268564 - | 2006 BY47                | 25 gennaio 2006  | Spacewatch          |
| 268565 - | 2006 BS52                | 25 gennaio 2006  | Spacewatch          |
| 268566 - | 2006 BT59                | 25 gennaio 2006  | Spacewatch          |
| 268567 - | 2006 BX64                | 22 gennaio 2006  | Mount Lemmon Survey |
| 268568 - | 2006 BF66                | 23 gennaio 2006  | Spacewatch          |
| 268569 - | 2006 BN88                | 25 gennaio 2006  | Spacewatch          |
| 268570 - | 2006 BZ88                | 25 gennaio 2006  | Spacewatch          |
| 268571 - | 2006 BW90                | 26 gennaio 2006  | LINEAR              |
| 268572 - | 2006 BV92                | 26 gennaio 2006  | Spacewatch          |
| 268573 - | 2006 BY97                | 27 gennaio 2006  | CSS                 |
| 268574 - | 2006 BO99                | 20 gennaio 2006  | Spacewatch          |
| 268575 - | 2006 BP102               | 23 gennaio 2006  | Mount Lemmon Survey |
| 268576 - | 2006 BU102               | 23 gennaio 2006  | Mount Lemmon Survey |
| 268577 - | 2006 BY102               | 23 gennaio 2006  | Mount Lemmon Survey |
| 268578 - | 2006 BO116               | 26 gennaio 2006  | Spacewatch          |
| 268579 - | 2006 BY121               | 26 gennaio 2006  | Spacewatch          |
| 268580 - | 2006 BT125               | 26 gennaio 2006  | Spacewatch          |
| 268581 - | 2006 BB126               | 26 gennaio 2006  | Spacewatch          |
| 268582 - | 2006 BD126               | 26 gennaio 2006  | Spacewatch          |
| 268583 - | 2006 BU132               | 26 gennaio 2006  | Spacewatch          |
| 268584 - | 2006 BG144               | 23 gennaio 2006  | CSS                 |
| 268585 - | 2006 BR145               | 23 gennaio 2006  | CSS                 |
| 268586 - | 2006 BL149               | 23 gennaio 2006  | CSS                 |
| 268587 - | 2006 BM161               | 26 gennaio 2006  | Spacewatch          |
| 268588 - | 2006 BS169               | 26 gennaio 2006  | Mount Lemmon Survey |
| 268589 - | 2006 BC180               | 27 gennaio 2006  | Mount Lemmon Survey |
| 268590 - | 2006 BB191               | 28 gennaio 2006  | Mount Lemmon Survey |
| 268591 - | 2006 BM199               | 30 gennaio 2006  | Spacewatch          |
| 268592 - | 2006 BP200               | 31 gennaio 2006  | Spacewatch          |
| 268593 - | 2006 BO206               | 31 gennaio 2006  | Mount Lemmon Survey |
| 268594 - | 2006 BJ210               | 31 gennaio 2006  | CSS                 |
| 268595 - | 2006 BH221               | 30 gennaio 2006  | Spacewatch          |
| 268596 - | 2006 BG223               | 30 gennaio 2006  | Spacewatch          |
| 268597 - | 2006 BK242               | 31 gennaio 2006  | Spacewatch          |
| 268598 - | 2006 BQ242               | 31 gennaio 2006  | Spacewatch          |
| 268599 - | 2006 BB245               | 31 gennaio 2006  | Spacewatch          |
| 268600 - | 2006 BB247               | 31 gennaio 2006  | Spacewatch          |

## 268601-268700
| Nome               | Designazione provvisoria | Data di scoperta | Scopritore             |
| ------------------ | ------------------------ | ---------------- | ---------------------- |
| 268601 -           | 2006 BN247               | 31 gennaio 2006  | Spacewatch             |
| 268602 -           | 2006 BA251               | 31 gennaio 2006  | Mount Lemmon Survey    |
| 268603 -           | 2006 BJ253               | 31 gennaio 2006  | Spacewatch             |
| 268604 -           | 2006 BO254               | 31 gennaio 2006  | Spacewatch             |
| 268605 -           | 2006 BA256               | 31 gennaio 2006  | Spacewatch             |
| 268606 -           | 2006 BK256               | 31 gennaio 2006  | Spacewatch             |
| 268607 -           | 2006 BJ260               | 31 gennaio 2006  | Spacewatch             |
| 268608 -           | 2006 BT265               | 31 gennaio 2006  | Spacewatch             |
| 268609 -           | 2006 BS266               | 25 gennaio 2006  | LONEOS                 |
| 268610 -           | 2006 BR283               | 22 gennaio 2006  | Mount Lemmon Survey    |
| 268611 -           | 2006 CY30                | 2 febbraio 2006  | Spacewatch             |
| 268612 -           | 2006 CK42                | 2 febbraio 2006  | Spacewatch             |
| 268613 -           | 2006 CZ43                | 2 febbraio 2006  | Spacewatch             |
| 268614 -           | 2006 CT46                | 3 febbraio 2006  | Spacewatch             |
| 268615 -           | 2006 CG51                | 4 febbraio 2006  | Spacewatch             |
| 268616 -           | 2006 CK65                | 2 febbraio 2006  | Spacewatch             |
| 268617 -           | 2006 CE67                | 4 febbraio 2006  | Mount Lemmon Survey    |
| 268618 -           | 2006 CF67                | 7 febbraio 2006  | Mount Lemmon Survey    |
| 268619 -           | 2006 CW67                | 7 febbraio 2006  | Mount Lemmon Survey    |
| 268620 -           | 2006 DZ3                 | 20 febbraio 2006 | CSS                    |
| 268621 -           | 2006 DA6                 | 20 febbraio 2006 | CSS                    |
| 268622 -           | 2006 DX20                | 20 febbraio 2006 | CSS                    |
| 268623 -           | 2006 DT22                | 20 febbraio 2006 | Spacewatch             |
| 268624 -           | 2006 DF23                | 20 febbraio 2006 | Spacewatch             |
| 268625 -           | 2006 DD24                | 20 febbraio 2006 | Spacewatch             |
| 268626 -           | 2006 DS28                | 20 febbraio 2006 | Spacewatch             |
| 268627 -           | 2006 DR29                | 20 febbraio 2006 | Spacewatch             |
| 268628 -           | 2006 DE30                | 20 febbraio 2006 | Spacewatch             |
| 268629 -           | 2006 DK30                | 20 febbraio 2006 | Spacewatch             |
| 268630 -           | 2006 DC36                | 20 febbraio 2006 | Spacewatch             |
| 268631 -           | 2006 DK46                | 20 febbraio 2006 | Mount Lemmon Survey    |
| 268632 -           | 2006 DG58                | 24 febbraio 2006 | Mount Lemmon Survey    |
| 268633 -           | 2006 DG69                | 20 febbraio 2006 | Spacewatch             |
| 268634 -           | 2006 DU88                | 24 febbraio 2006 | Spacewatch             |
| 268635 -           | 2006 DG96                | 24 febbraio 2006 | Spacewatch             |
| 268636 -           | 2006 DS101               | 25 febbraio 2006 | Spacewatch             |
| 268637 -           | 2006 DL106               | 25 febbraio 2006 | Mount Lemmon Survey    |
| 268638 -           | 2006 DW109               | 25 febbraio 2006 | Mount Lemmon Survey    |
| 268639 -           | 2006 DE114               | 27 febbraio 2006 | LINEAR                 |
| 268640 -           | 2006 DP115               | 27 febbraio 2006 | Spacewatch             |
| 268641 -           | 2006 DR116               | 27 febbraio 2006 | CSS                    |
| 268642 -           | 2006 DV119               | 20 febbraio 2006 | LINEAR                 |
| 268643 -           | 2006 DR126               | 25 febbraio 2006 | Spacewatch             |
| 268644 -           | 2006 DA132               | 25 febbraio 2006 | Spacewatch             |
| 268645 -           | 2006 DS133               | 25 febbraio 2006 | Spacewatch             |
| 268646 -           | 2006 DD141               | 25 febbraio 2006 | Spacewatch             |
| 268647 -           | 2006 DS146               | 25 febbraio 2006 | Spacewatch             |
| 268648 -           | 2006 DK156               | 27 febbraio 2006 | Spacewatch             |
| 268649 -           | 2006 DN175               | 27 febbraio 2006 | Mount Lemmon Survey    |
| 268650 -           | 2006 DC189               | 27 febbraio 2006 | Spacewatch             |
| 268651 -           | 2006 DG192               | 27 febbraio 2006 | Spacewatch             |
| 268652 -           | 2006 DT203               | 22 febbraio 2006 | CSS                    |
| 268653 -           | 2006 DT212               | 23 febbraio 2006 | Mount Lemmon Survey    |
| 268654 -           | 2006 DA215               | 25 febbraio 2006 | Spacewatch             |
| 268655 -           | 2006 DW215               | 25 febbraio 2006 | Mount Lemmon Survey    |
| 268656 -           | 2006 DS216               | 20 febbraio 2006 | Spacewatch             |
| 268657 -           | 2006 EB2                 | 18 ottobre 2003  | LONEOS                 |
| 268658 -           | 2006 EG6                 | 2 marzo 2006     | Spacewatch             |
| 268659 -           | 2006 EL19                | 2 marzo 2006     | Spacewatch             |
| 268660 -           | 2006 EX20                | 3 marzo 2006     | Spacewatch             |
| 268661 -           | 2006 ES22                | 3 marzo 2006     | Spacewatch             |
| 268662 -           | 2006 EW29                | 3 marzo 2006     | Spacewatch             |
| 268663 -           | 2006 EE36                | 3 marzo 2006     | Mount Lemmon Survey    |
| 268664 -           | 2006 ED43                | 4 marzo 2006     | CSS                    |
| 268665 -           | 2006 EC58                | 5 marzo 2006     | Spacewatch             |
| 268666 -           | 2006 EC60                | 5 marzo 2006     | Spacewatch             |
| 268667 -           | 2006 EQ65                | 5 marzo 2006     | Spacewatch             |
| 268668 -           | 2006 EZ71                | 4 marzo 2006     | Spacewatch             |
| 268669 Bunun       | 2006 FA                  | 18 marzo 2006    | Yang, T.-C., Ye, Q.-z. |
| 268670 -           | 2006 FS7                 | 23 marzo 2006    | Spacewatch             |
| 268671 -           | 2006 FP10                | 21 marzo 2006    | Mount Lemmon Survey    |
| 268672 -           | 2006 FT14                | 23 marzo 2006    | Spacewatch             |
| 268673 -           | 2006 FF15                | 23 marzo 2006    | CSS                    |
| 268674 -           | 2006 FJ17                | 23 marzo 2006    | Mount Lemmon Survey    |
| 268675 -           | 2006 FM17                | 23 marzo 2006    | Mount Lemmon Survey    |
| 268676 -           | 2006 FM31                | 25 marzo 2006    | Mount Lemmon Survey    |
| 268677 -           | 2006 FO37                | 24 marzo 2006    | Siding Spring Survey   |
| 268678 -           | 2006 FJ38                | 23 marzo 2006    | Spacewatch             |
| 268679 -           | 2006 FQ43                | 23 marzo 2006    | CSS                    |
| 268680 -           | 2006 FM44                | 23 marzo 2006    | Mount Lemmon Survey    |
| 268681 -           | 2006 FF48                | 24 marzo 2006    | LONEOS                 |
| 268682 -           | 2006 FO50                | 25 marzo 2006    | CSS                    |
| 268683 -           | 2006 FF52                | 26 marzo 2006    | Siding Spring Survey   |
| 268684 -           | 2006 FJ53                | 25 marzo 2006    | Spacewatch             |
| 268685 -           | 2006 FR54                | 26 marzo 2006    | Mount Lemmon Survey    |
| 268686 Elenaaprile | 2006 GW                  | 2 aprile 2006    | Casulli, V. S.         |
| 268687 -           | 2006 GL21                | 2 aprile 2006    | Mount Lemmon Survey    |
| 268688 -           | 2006 GO23                | 2 aprile 2006    | Spacewatch             |
| 268689 -           | 2006 GO26                | 2 aprile 2006    | Spacewatch             |
| 268690 -           | 2006 GF27                | 2 aprile 2006    | Spacewatch             |
| 268691 -           | 2006 GK31                | 2 aprile 2006    | Spacewatch             |
| 268692 -           | 2006 GZ40                | 7 aprile 2006    | CSS                    |
| 268693 -           | 2006 GN42                | 6 aprile 2006    | CSS                    |
| 268694 -           | 2006 GK46                | 8 aprile 2006    | Spacewatch             |
| 268695 -           | 2006 GO48                | 9 aprile 2006    | Spacewatch             |
| 268696 -           | 2006 GS50                | 1 aprile 2006    | Siding Spring Survey   |
| 268697 -           | 2006 GP51                | 7 aprile 2006    | CSS                    |
| 268698 -           | 2006 GA52                | 7 aprile 2006    | Siding Spring Survey   |
| 268699 -           | 2006 HW4                 | 19 aprile 2006   | Mount Lemmon Survey    |
| 268700 -           | 2006 HP6                 | 18 aprile 2006   | LONEOS                 |

## 268701-268800
| Nome     | Designazione provvisoria | Data di scoperta  | Scopritore          |
| -------- | ------------------------ | ----------------- | ------------------- |
| 268701 - | 2006 HG12                | 19 aprile 2006    | Spacewatch          |
| 268702 - | 2006 HJ16                | 20 aprile 2006    | Spacewatch          |
| 268703 - | 2006 HV17                | 20 aprile 2006    | LONEOS              |
| 268704 - | 2006 HZ19                | 19 aprile 2006    | Mount Lemmon Survey |
| 268705 - | 2006 HB21                | 20 aprile 2006    | Spacewatch          |
| 268706 - | 2006 HD23                | 20 aprile 2006    | Spacewatch          |
| 268707 - | 2006 HD28                | 20 aprile 2006    | Spacewatch          |
| 268708 - | 2006 HA32                | 19 aprile 2006    | Spacewatch          |
| 268709 - | 2006 HM33                | 19 aprile 2006    | Mount Lemmon Survey |
| 268710 - | 2006 HP40                | 21 aprile 2006    | Mount Lemmon Survey |
| 268711 - | 2006 HH44                | 24 aprile 2006    | Mount Lemmon Survey |
| 268712 - | 2006 HF46                | 25 aprile 2006    | CSS                 |
| 268713 - | 2006 HK47                | 24 aprile 2006    | Spacewatch          |
| 268714 - | 2006 HN51                | 24 aprile 2006    | Broughton, J.       |
| 268715 - | 2006 HT56                | 19 aprile 2006    | CSS                 |
| 268716 - | 2006 HL57                | 18 aprile 2006    | CSS                 |
| 268717 - | 2006 HT60                | 27 aprile 2006    | CSS                 |
| 268718 - | 2006 HH61                | 24 aprile 2006    | Spacewatch          |
| 268719 - | 2006 HS70                | 25 aprile 2006    | Spacewatch          |
| 268720 - | 2006 HX71                | 25 aprile 2006    | Spacewatch          |
| 268721 - | 2006 HR75                | 25 aprile 2006    | Spacewatch          |
| 268722 - | 2006 HG85                | 27 aprile 2006    | Spacewatch          |
| 268723 - | 2006 HP105               | 26 aprile 2006    | LONEOS              |
| 268724 - | 2006 HW114               | 26 aprile 2006    | Spacewatch          |
| 268725 - | 2006 HQ135               | 26 aprile 2006    | Buie, M. W.         |
| 268726 - | 2006 HV137               | 26 aprile 2006    | Buie, M. W.         |
| 268727 - | 2006 JK51                | 2 maggio 2006     | Spacewatch          |
| 268728 - | 2006 JX52                | 6 maggio 2006     | Mount Lemmon Survey |
| 268729 - | 2006 JF56                | 2 maggio 2006     | CSS                 |
| 268730 - | 2006 KU5                 | 19 maggio 2006    | Mount Lemmon Survey |
| 268731 - | 2006 KQ6                 | 19 maggio 2006    | Mount Lemmon Survey |
| 268732 - | 2006 KZ14                | 20 maggio 2006    | NEAT                |
| 268733 - | 2006 KJ17                | 20 maggio 2006    | NEAT                |
| 268734 - | 2006 KR37                | 23 maggio 2006    | Spacewatch          |
| 268735 - | 2006 KY53                | 21 maggio 2006    | Spacewatch          |
| 268736 - | 2006 KC63                | 23 maggio 2006    | Spacewatch          |
| 268737 - | 2006 KB73                | 23 maggio 2006    | Spacewatch          |
| 268738 - | 2006 KQ101               | 26 maggio 2006    | Spacewatch          |
| 268739 - | 2006 KZ104               | 28 maggio 2006    | Spacewatch          |
| 268740 - | 2006 KF110               | 31 maggio 2006    | Mount Lemmon Survey |
| 268741 - | 2006 KF114               | 24 maggio 2006    | CSS                 |
| 268742 - | 2006 KT117               | 31 maggio 2006    | Mount Lemmon Survey |
| 268743 - | 2006 LU1                 | 5 giugno 2006     | LINEAR              |
| 268744 - | 2006 MA2                 | 16 giugno 2006    | Spacewatch          |
| 268745 - | 2006 PN29                | 12 agosto 2006    | NEAT                |
| 268746 - | 2006 QS24                | 17 agosto 2006    | NEAT                |
| 268747 - | 2006 QK48                | 21 agosto 2006    | LINEAR              |
| 268748 - | 2006 QB49                | 21 agosto 2006    | NEAT                |
| 268749 - | 2006 QV64                | 27 agosto 2006    | Spacewatch          |
| 268750 - | 2006 QW65                | 27 agosto 2006    | Spacewatch          |
| 268751 - | 2006 QM77                | 22 agosto 2006    | NEAT                |
| 268752 - | 2006 QX110               | 30 agosto 2006    | OAM                 |
| 268753 - | 2006 QC137               | 29 agosto 2006    | LONEOS              |
| 268754 - | 2006 QK137               | 31 agosto 2006    | Observatoire Naef   |
| 268755 - | 2006 QM142               | 18 agosto 2006    | NEAT                |
| 268756 - | 2006 RV22                | 15 settembre 2006 | Tucker, R. A.       |
| 268757 - | 2006 RT52                | 14 settembre 2006 | Spacewatch          |
| 268758 - | 2006 RL82                | 15 settembre 2006 | Spacewatch          |
| 268759 - | 2006 RY90                | 15 settembre 2006 | Spacewatch          |
| 268760 - | 2006 RO93                | 15 settembre 2006 | Spacewatch          |
| 268761 - | 2006 SN5                 | 16 settembre 2006 | NEAT                |
| 268762 - | 2006 SS61                | 17 settembre 2006 | Spacewatch          |
| 268763 - | 2006 ST61                | 17 settembre 2006 | Spacewatch          |
| 268764 - | 2006 SU95                | 18 settembre 2006 | Spacewatch          |
| 268765 - | 2006 SU118               | 24 settembre 2006 | Spacewatch          |
| 268766 - | 2006 SS185               | 25 settembre 2006 | Mount Lemmon Survey |
| 268767 - | 2006 SQ263               | 26 settembre 2006 | Spacewatch          |
| 268768 - | 2006 SS279               | 28 settembre 2006 | CSS                 |
| 268769 - | 2006 SH313               | 27 settembre 2006 | Spacewatch          |
| 268770 - | 2006 SQ325               | 27 settembre 2006 | Spacewatch          |
| 268771 - | 2006 SR327               | 27 settembre 2006 | Spacewatch          |
| 268772 - | 2006 SO344               | 28 settembre 2006 | Spacewatch          |
| 268773 - | 2006 SL363               | 30 settembre 2006 | Mount Lemmon Survey |
| 268774 - | 2006 SS364               | 28 settembre 2006 | Mount Lemmon Survey |
| 268775 - | 2006 SY387               | 30 settembre 2006 | Becker, A. C.       |
| 268776 - | 2006 TQ13                | 10 ottobre 2006   | NEAT                |
| 268777 - | 2006 TP16                | 11 ottobre 2006   | Spacewatch          |
| 268778 - | 2006 TA18                | 11 ottobre 2006   | Spacewatch          |
| 268779 - | 2006 TP27                | 12 ottobre 2006   | Spacewatch          |
| 268780 - | 2006 TS27                | 12 ottobre 2006   | Spacewatch          |
| 268781 - | 2006 TJ46                | 12 ottobre 2006   | Spacewatch          |
| 268782 - | 2006 TB49                | 12 ottobre 2006   | NEAT                |
| 268783 - | 2006 TF58                | 13 ottobre 2006   | Spacewatch          |
| 268784 - | 2006 TK68                | 11 ottobre 2006   | NEAT                |
| 268785 - | 2006 TP85                | 13 ottobre 2006   | Spacewatch          |
| 268786 - | 2006 TZ86                | 13 ottobre 2006   | Spacewatch          |
| 268787 - | 2006 TD92                | 13 ottobre 2006   | Spacewatch          |
| 268788 - | 2006 TC94                | 15 ottobre 2006   | Spacewatch          |
| 268789 - | 2006 TZ94                | 15 ottobre 2006   | San Marcello        |
| 268790 - | 2006 TH106               | 15 ottobre 2006   | Spacewatch          |
| 268791 - | 2006 UO4                 | 16 ottobre 2006   | Spacewatch          |
| 268792 - | 2006 UO35                | 16 ottobre 2006   | Spacewatch          |
| 268793 - | 2006 UJ40                | 16 ottobre 2006   | Spacewatch          |
| 268794 - | 2006 UU103               | 18 ottobre 2006   | Spacewatch          |
| 268795 - | 2006 UB129               | 19 ottobre 2006   | Spacewatch          |
| 268796 - | 2006 UJ141               | 19 ottobre 2006   | Mount Lemmon Survey |
| 268797 - | 2006 UO177               | 16 ottobre 2006   | CSS                 |
| 268798 - | 2006 UC182               | 16 ottobre 2006   | CSS                 |
| 268799 - | 2006 UB187               | 19 ottobre 2006   | CSS                 |
| 268800 - | 2006 US192               | 19 ottobre 2006   | CSS                 |

## 268801-268900
| Nome     | Designazione provvisoria | Data di scoperta | Scopritore                        |
| -------- | ------------------------ | ---------------- | --------------------------------- |
| 268801 - | 2006 UG212               | 23 ottobre 2006  | Spacewatch                        |
| 268802 - | 2006 US223               | 19 ottobre 2006  | CSS                               |
| 268803 - | 2006 UJ233               | 21 ottobre 2006  | NEAT                              |
| 268804 - | 2006 UF249               | 27 ottobre 2006  | Mount Lemmon Survey               |
| 268805 - | 2006 UO265               | 27 ottobre 2006  | CSS                               |
| 268806 - | 2006 UZ359               | 22 ottobre 2006  | Spacewatch                        |
| 268807 - | 2006 VP2                 | 3 novembre 2006  | Astronomical Research Observatory |
| 268808 - | 2006 VG4                 | 9 novembre 2006  | Spacewatch                        |
| 268809 - | 2006 VV15                | 9 novembre 2006  | Spacewatch                        |
| 268810 - | 2006 VL17                | 9 novembre 2006  | Spacewatch                        |
| 268811 - | 2006 VC21                | 9 novembre 2006  | Lin, H.-C., Ye, Q.-z.             |
| 268812 - | 2006 VS27                | 10 novembre 2006 | Spacewatch                        |
| 268813 - | 2006 VO37                | 11 novembre 2006 | CSS                               |
| 268814 - | 2006 VV45                | 14 novembre 2006 | OAM                               |
| 268815 - | 2006 VC50                | 10 novembre 2006 | Spacewatch                        |
| 268816 - | 2006 VU60                | 11 novembre 2006 | Spacewatch                        |
| 268817 - | 2006 VQ68                | 11 novembre 2006 | Spacewatch                        |
| 268818 - | 2006 VB70                | 11 novembre 2006 | Spacewatch                        |
| 268819 - | 2006 VH75                | 11 novembre 2006 | Spacewatch                        |
| 268820 - | 2006 VP98                | 11 novembre 2006 | CSS                               |
| 268821 - | 2006 VT99                | 11 novembre 2006 | CSS                               |
| 268822 - | 2006 VQ101               | 11 novembre 2006 | Spacewatch                        |
| 268823 - | 2006 VT111               | 13 novembre 2006 | Spacewatch                        |
| 268824 - | 2006 VY111               | 13 novembre 2006 | Spacewatch                        |
| 268825 - | 2006 VP119               | 14 novembre 2006 | Spacewatch                        |
| 268826 - | 2006 VS144               | 15 novembre 2006 | CSS                               |
| 268827 - | 2006 VF150               | 9 novembre 2006  | NEAT                              |
| 268828 - | 2006 VD172               | 1 novembre 2006  | Mount Lemmon Survey               |
| 268829 - | 2006 WN10                | 16 novembre 2006 | LINEAR                            |
| 268830 - | 2006 WH11                | 16 novembre 2006 | LINEAR                            |
| 268831 - | 2006 WM34                | 16 novembre 2006 | Spacewatch                        |
| 268832 - | 2006 WL39                | 16 novembre 2006 | Spacewatch                        |
| 268833 - | 2006 WA60                | 17 novembre 2006 | LINEAR                            |
| 268834 - | 2006 WF68                | 17 novembre 2006 | Mount Lemmon Survey               |
| 268835 - | 2006 WY85                | 18 novembre 2006 | Spacewatch                        |
| 268836 - | 2006 WY100               | 19 novembre 2006 | LINEAR                            |
| 268837 - | 2006 WS102               | 19 novembre 2006 | Spacewatch                        |
| 268838 - | 2006 WR103               | 19 novembre 2006 | Spacewatch                        |
| 268839 - | 2006 WN109               | 19 novembre 2006 | Spacewatch                        |
| 268840 - | 2006 WF126               | 22 novembre 2006 | CSS                               |
| 268841 - | 2006 WN127               | 23 novembre 2006 | CSS                               |
| 268842 - | 2006 WK128               | 26 novembre 2006 | Yeung, W. K. Y.                   |
| 268843 - | 2006 WA153               | 21 novembre 2006 | Mount Lemmon Survey               |
| 268844 - | 2006 WF158               | 22 novembre 2006 | LINEAR                            |
| 268845 - | 2006 WE174               | 23 novembre 2006 | Spacewatch                        |
| 268846 - | 2006 WX198               | 21 novembre 2006 | Mount Lemmon Survey               |
| 268847 - | 2006 XZ4                 | 12 dicembre 2006 | Birtwhistle, P.                   |
| 268848 - | 2006 XL8                 | 9 dicembre 2006  | Spacewatch                        |
| 268849 - | 2006 XB15                | 10 dicembre 2006 | Spacewatch                        |
| 268850 - | 2006 XE23                | 12 dicembre 2006 | LINEAR                            |
| 268851 - | 2006 XF28                | 13 dicembre 2006 | Spacewatch                        |
| 268852 - | 2006 XT28                | 13 dicembre 2006 | CSS                               |
| 268853 - | 2006 XX42                | 12 dicembre 2006 | Mount Lemmon Survey               |
| 268854 - | 2006 XZ47                | 13 dicembre 2006 | Mount Lemmon Survey               |
| 268855 - | 2006 XM49                | 13 dicembre 2006 | Mount Lemmon Survey               |
| 268856 - | 2006 XY59                | 14 dicembre 2006 | Spacewatch                        |
| 268857 - | 2006 XC62                | 15 dicembre 2006 | Spacewatch                        |
| 268858 - | 2006 XV64                | 12 dicembre 2006 | NEAT                              |
| 268859 - | 2006 XX67                | 12 dicembre 2006 | Spacewatch                        |
| 268860 - | 2006 XY68                | 11 dicembre 2006 | Spacewatch                        |
| 268861 - | 2006 XC69                | 13 dicembre 2006 | CSS                               |
| 268862 - | 2006 YO2                 | 17 dicembre 2006 | Yeung, W. K. Y.                   |
| 268863 - | 2006 YJ6                 | 17 dicembre 2006 | Mount Lemmon Survey               |
| 268864 - | 2006 YL17                | 21 dicembre 2006 | NEAT                              |
| 268865 - | 2006 YC19                | 24 dicembre 2006 | Spacewatch                        |
| 268866 - | 2006 YY34                | 21 dicembre 2006 | Spacewatch                        |
| 268867 - | 2006 YL38                | 21 dicembre 2006 | Spacewatch                        |
| 268868 - | 2006 YF45                | 21 dicembre 2006 | Spacewatch                        |
| 268869 - | 2006 YN49                | 21 dicembre 2006 | Mount Lemmon Survey               |
| 268870 - | 2006 YC53                | 27 dicembre 2006 | Mount Lemmon Survey               |
| 268871 - | 2007 AB10                | 8 gennaio 2007   | Mount Lemmon Survey               |
| 268872 - | 2007 AJ10                | 9 gennaio 2007   | Mount Lemmon Survey               |
| 268873 - | 2007 AK11                | 14 gennaio 2007  | Ries, W.                          |
| 268874 - | 2007 AW17                | 14 gennaio 2007  | Nyukasa                           |
| 268875 - | 2007 AZ20                | 10 gennaio 2007  | Mount Lemmon Survey               |
| 268876 - | 2007 AU21                | 15 gennaio 2007  | LONEOS                            |
| 268877 - | 2007 AW23                | 10 gennaio 2007  | Mount Lemmon Survey               |
| 268878 - | 2007 AZ23                | 10 gennaio 2007  | Mount Lemmon Survey               |
| 268879 - | 2007 AK25                | 15 gennaio 2007  | CSS                               |
| 268880 - | 2007 AD31                | 10 gennaio 2007  | Mount Lemmon Survey               |
| 268881 - | 2007 BY2                 | 20 gennaio 2007  | Ferrando, R.                      |
| 268882 - | 2007 BQ3                 | 16 gennaio 2007  | LINEAR                            |
| 268883 - | 2007 BN8                 | 16 gennaio 2007  | LINEAR                            |
| 268884 - | 2007 BU8                 | 17 gennaio 2007  | Spacewatch                        |
| 268885 - | 2007 BH10                | 17 gennaio 2007  | Spacewatch                        |
| 268886 - | 2007 BV13                | 17 gennaio 2007  | Spacewatch                        |
| 268887 - | 2007 BS18                | 17 gennaio 2007  | NEAT                              |
| 268888 - | 2007 BS26                | 24 gennaio 2007  | Mount Lemmon Survey               |
| 268889 - | 2007 BW26                | 24 gennaio 2007  | Mount Lemmon Survey               |
| 268890 - | 2007 BM29                | 24 gennaio 2007  | Mount Lemmon Survey               |
| 268891 - | 2007 BY29                | 24 gennaio 2007  | CSS                               |
| 268892 - | 2007 BD30                | 24 gennaio 2007  | CSS                               |
| 268893 - | 2007 BY31                | 24 gennaio 2007  | LINEAR                            |
| 268894 - | 2007 BG40                | 24 gennaio 2007  | Mount Lemmon Survey               |
| 268895 - | 2007 BK41                | 24 gennaio 2007  | Mount Lemmon Survey               |
| 268896 - | 2007 BS41                | 24 gennaio 2007  | CSS                               |
| 268897 - | 2007 BO42                | 24 gennaio 2007  | CSS                               |
| 268898 - | 2007 BT49                | 25 gennaio 2007  | Spacewatch                        |
| 268899 - | 2007 BY49                | 26 gennaio 2007  | Tucker, R. A.                     |
| 268900 - | 2007 BF56                | 24 gennaio 2007  | LINEAR                            |

## 268901-269000
| Nome     | Designazione provvisoria | Data di scoperta | Scopritore            |
| -------- | ------------------------ | ---------------- | --------------------- |
| 268901 - | 2007 BA57                | 24 gennaio 2007  | LINEAR                |
| 268902 - | 2007 BH58                | 24 gennaio 2007  | Mount Lemmon Survey   |
| 268903 - | 2007 BQ74                | 17 gennaio 2007  | Spacewatch            |
| 268904 - | 2007 BX77                | 17 gennaio 2007  | Spacewatch            |
| 268905 - | 2007 CP                  | 5 febbraio 2007  | NEAT                  |
| 268906 - | 2007 CR3                 | 6 febbraio 2007  | Mount Lemmon Survey   |
| 268907 - | 2007 CW3                 | 6 febbraio 2007  | Mount Lemmon Survey   |
| 268908 - | 2007 CW6                 | 6 febbraio 2007  | Spacewatch            |
| 268909 - | 2007 CQ10                | 6 febbraio 2007  | Mount Lemmon Survey   |
| 268910 - | 2007 CS11                | 6 febbraio 2007  | NEAT                  |
| 268911 - | 2007 CO13                | 7 febbraio 2007  | CSS                   |
| 268912 - | 2007 CS15                | 6 febbraio 2007  | NEAT                  |
| 268913 - | 2007 CO17                | 8 febbraio 2007  | Mount Lemmon Survey   |
| 268914 - | 2007 CM19                | 5 febbraio 2007  | Lin, H.-C., Ye, Q.-z. |
| 268915 - | 2007 CF23                | 7 febbraio 2007  | NEAT                  |
| 268916 - | 2007 CB24                | 8 febbraio 2007  | Spacewatch            |
| 268917 - | 2007 CD27                | 8 febbraio 2007  | NEAT                  |
| 268918 - | 2007 CW37                | 6 febbraio 2007  | Mount Lemmon Survey   |
| 268919 - | 2007 CO41                | 7 febbraio 2007  | Mount Lemmon Survey   |
| 268920 - | 2007 CH43                | 8 febbraio 2007  | NEAT                  |
| 268921 - | 2007 CW44                | 8 febbraio 2007  | NEAT                  |
| 268922 - | 2007 CK45                | 8 febbraio 2007  | NEAT                  |
| 268923 - | 2007 CT45                | 8 febbraio 2007  | NEAT                  |
| 268924 - | 2007 CO51                | 8 febbraio 2007  | NEAT                  |
| 268925 - | 2007 CP51                | 8 febbraio 2007  | NEAT                  |
| 268926 - | 2007 CA56                | 13 febbraio 2007 | LINEAR                |
| 268927 - | 2007 DR1                 | 16 febbraio 2007 | Mount Lemmon Survey   |
| 268928 - | 2007 DE4                 | 16 febbraio 2007 | Mount Lemmon Survey   |
| 268929 - | 2007 DA9                 | 17 febbraio 2007 | Spacewatch            |
| 268930 - | 2007 DT9                 | 17 febbraio 2007 | LINEAR                |
| 268931 - | 2007 DE10                | 17 febbraio 2007 | Spacewatch            |
| 268932 - | 2007 DJ10                | 17 febbraio 2007 | Spacewatch            |
| 268933 - | 2007 DT13                | 17 febbraio 2007 | Spacewatch            |
| 268934 - | 2007 DX13                | 17 febbraio 2007 | Spacewatch            |
| 268935 - | 2007 DW20                | 17 febbraio 2007 | Spacewatch            |
| 268936 - | 2007 DV21                | 17 febbraio 2007 | Spacewatch            |
| 268937 - | 2007 DX23                | 17 febbraio 2007 | Spacewatch            |
| 268938 - | 2007 DD27                | 17 febbraio 2007 | Spacewatch            |
| 268939 - | 2007 DC28                | 17 febbraio 2007 | Spacewatch            |
| 268940 - | 2007 DS28                | 17 febbraio 2007 | Spacewatch            |
| 268941 - | 2007 DN33                | 17 febbraio 2007 | Spacewatch            |
| 268942 - | 2007 DE37                | 17 febbraio 2007 | Spacewatch            |
| 268943 - | 2007 DF38                | 17 febbraio 2007 | Spacewatch            |
| 268944 - | 2007 DH39                | 17 febbraio 2007 | Spacewatch            |
| 268945 - | 2007 DR42                | 17 febbraio 2007 | Mount Lemmon Survey   |
| 268946 - | 2007 DQ44                | 17 febbraio 2007 | NEAT                  |
| 268947 - | 2007 DU44                | 17 febbraio 2007 | CSS                   |
| 268948 - | 2007 DS46                | 21 febbraio 2007 | Mount Lemmon Survey   |
| 268949 - | 2007 DZ49                | 16 febbraio 2007 | NEAT                  |
| 268950 - | 2007 DJ51                | 17 febbraio 2007 | CSS                   |
| 268951 - | 2007 DW53                | 19 febbraio 2007 | Mount Lemmon Survey   |
| 268952 - | 2007 DG55                | 21 febbraio 2007 | LINEAR                |
| 268953 - | 2007 DL74                | 21 febbraio 2007 | Mount Lemmon Survey   |
| 268954 - | 2007 DU76                | 22 febbraio 2007 | LONEOS                |
| 268955 - | 2007 DS77                | 22 febbraio 2007 | LINEAR                |
| 268956 - | 2007 DU78                | 23 febbraio 2007 | Spacewatch            |
| 268957 - | 2007 DQ94                | 23 febbraio 2007 | Spacewatch            |
| 268958 - | 2007 DD98                | 25 febbraio 2007 | Mount Lemmon Survey   |
| 268959 - | 2007 DG98                | 25 febbraio 2007 | Mount Lemmon Survey   |
| 268960 - | 2007 DV105               | 20 febbraio 2007 | LUSS                  |
| 268961 - | 2007 DR109               | 17 febbraio 2007 | Mount Lemmon Survey   |
| 268962 - | 2007 EL6                 | 9 marzo 2007     | Mount Lemmon Survey   |
| 268963 - | 2007 EP11                | 9 marzo 2007     | Clingan, R.           |
| 268964 - | 2007 EB16                | 9 marzo 2007     | Mount Lemmon Survey   |
| 268965 - | 2007 EL17                | 9 marzo 2007     | Mount Lemmon Survey   |
| 268966 - | 2007 EJ18                | 9 marzo 2007     | Spacewatch            |
| 268967 - | 2007 EY20                | 10 marzo 2007    | Spacewatch            |
| 268968 - | 2007 EY23                | 10 marzo 2007    | Mount Lemmon Survey   |
| 268969 - | 2007 EZ24                | 10 marzo 2007    | Mount Lemmon Survey   |
| 268970 - | 2007 EC25                | 10 marzo 2007    | Mount Lemmon Survey   |
| 268971 - | 2007 ED28                | 31 marzo 2003    | Spacewatch            |
| 268972 - | 2007 EQ31                | 10 marzo 2007    | Spacewatch            |
| 268973 - | 2007 EZ31                | 10 marzo 2007    | Spacewatch            |
| 268974 - | 2007 EQ40                | 9 marzo 2007     | Spacewatch            |
| 268975 - | 2007 EK42                | 9 marzo 2007     | Spacewatch            |
| 268976 - | 2007 EG45                | 9 marzo 2007     | Spacewatch            |
| 268977 - | 2007 EM52                | 11 marzo 2007    | CSS                   |
| 268978 - | 2007 EW53                | 11 marzo 2007    | Mount Lemmon Survey   |
| 268979 - | 2007 EG54                | 11 marzo 2007    | Mount Lemmon Survey   |
| 268980 - | 2007 EF65                | 10 marzo 2007    | Spacewatch            |
| 268981 - | 2007 EU67                | 10 marzo 2007    | Spacewatch            |
| 268982 - | 2007 EK69                | 10 marzo 2007    | Spacewatch            |
| 268983 - | 2007 EO70                | 10 marzo 2007    | Spacewatch            |
| 268984 - | 2007 EY78                | 10 marzo 2007    | NEAT                  |
| 268985 - | 2007 EH80                | 10 marzo 2007    | Mount Lemmon Survey   |
| 268986 - | 2007 EC83                | 12 marzo 2007    | Spacewatch            |
| 268987 - | 2007 EG87                | 13 marzo 2007    | Mount Lemmon Survey   |
| 268988 - | 2007 EC89                | 9 marzo 2007     | Spacewatch            |
| 268989 - | 2007 EM90                | 9 marzo 2007     | Mount Lemmon Survey   |
| 268990 - | 2007 EG91                | 9 marzo 2007     | CSS                   |
| 268991 - | 2007 EE98                | 7 aprile 2003    | Spacewatch            |
| 268992 - | 2007 EZ98                | 11 marzo 2007    | Spacewatch            |
| 268993 - | 2007 ED101               | 11 marzo 2007    | Spacewatch            |
| 268994 - | 2007 EE101               | 11 marzo 2007    | Spacewatch            |
| 268995 - | 2007 ER101               | 11 marzo 2007    | Spacewatch            |
| 268996 - | 2007 EG105               | 11 marzo 2007    | Mount Lemmon Survey   |
| 268997 - | 2007 EJ105               | 11 marzo 2007    | Mount Lemmon Survey   |
| 268998 - | 2007 ES108               | 11 marzo 2007    | Spacewatch            |
| 268999 - | 2007 EL109               | 11 marzo 2007    | Spacewatch            |
| 269000 - | 2007 EL113               | 12 marzo 2007    | Spacewatch            |